# بالاش باكسكاي
بالاش باكسكاي (مواليد 29 يناير 1988) هو ملاكم مجري، مثّل بلاده في الألعاب الأولمبية الصيفية 2016.